# Anna 'Matlelima Hlalele
Anna 'Matlelima Hlalele, née en 1929 et morte le 24 mars 2024, est une ancienne ministre adjointe du gouvernement du Lesotho, la première femme du pays à accéder à cette fonction.

## Biographie
Hlalele est née à Teyateyaneng dans une famille  modeste. Son père est ouvrier. Elle a d'abord fréquenté l'école méthodiste de Randfontein, puis un lycée de Basutoland. Puis elle est devenue enseignante adjointe. Elle a ensuite suivi un cours de trois ans à l'université de Bristol.
En 1961, elle devient spécialiste du développement communautaire au sein du ministère des collectivités locales, passant l'année suivante au ministère de l'agriculture et lançant des programmes pilotes de nutrition. Elle commence également une série d'émissions hebdomadaires sur la propreté, la garde d'enfants et la nutrition sur Radio Lesotho. De 1969 à 1970, elle étudie les sciences alimentaires et la nutrition appliquée à l'université d'Ibadan, avant de revenir au Lesotho pour diriger les services de nutrition et d'économie domestique du ministère de l'agriculture. Elle quitte ses fonctions au sein des ministères en 1977 et crée, puis dirige, un département d'économie domestique au lycée Machabeng de Maseru.
Après le coup d'État de 1986 qui dépose Joseph Leabua Jonathan (arrivé lui-même au pouvoir par un coup d'État), les militaires accédant ainsi au pouvoir font appel à quelques personnalités de la société civile. Hlalele est appelée au sein du nouveau gouvernement et devient la première femme à occuper un poste de haut niveau, ayant rang de ministre,au sein d’un cabinet gouvernemental du Lesotho, au poste de ministre d'État adjointe, au ministère des coopératives, du développement rural, de la jeunesse, des sports et des affaires féminines. Elle indique que ses modèles sont d’autres pionnières lésothoniennes, notamment Bernice Tlalane Mohapeloa et 'Masechele Caroline Ntseliseng Khaketla. En 1989, elle rejoint le conseil d'administration du Lesotho Opportunities Industrialization Center. En 1991, elle devient présidente du conseil d'administration de SOS Villages d'Enfants, travaillant à l'ouverture d'une branche locale au Lesotho. En 1995, cette organisation ouvre une école Hermann Gmeiner à Lithabaneng (en). En 2001, elle prend sa retraite et quitte cette présidence, et reçoit l'Ordre du mérite des villages d'enfants Save Our Souls ; elle a également reçu presque toutes les récompenses possibles du gouvernement du Lesotho. Elle a créé l'association des femmes âgées de Maseru en 1992 et, en 2002, elle rejoint une assemblée mondiale sur le vieillissement pour élaborer une stratégie visant à protéger le bien-être des personnes âgées dans le monde entier. Elle a également travaillé à informer les personnes âgées sur le SIDA et d'autres questions relatives aux droits humains.